# IBK Landskrona
IBK Landskrona eller Landskrona Falcons är en innebandyklubb från Landskrona bildad 1985.
1999 antogs varumärket Landskrona Falcons när flera tidigare fristående innebandyklubbar gick samman.
Under innebandys tid i Landskrona har det funnits ett damlag i allra högsta serien (Landskrona IBK) men inte förrän säsongen 2006/2007 hade man ett herrlag i de övre skicken. Det året kvalificerade Landskrona Falcons sig för spel i division 1 södra och så småningom också för en plats i Ligacupen, där Sveriges 16 bästa lag slogs om cuptiteln.
Säsongen 2009/2010 spelade föreningen herrlag i division 1 södra och kvalificerade sig ganska tidigt för spel i Allsvenskan säsongen 2010/2011 medan föreningens damlag vann division 2 Skåne och kvalspelar för en plats i division 1 södra säsongen 2010/2011.
Förutom den ordinarie verksamheten är föreningen också sportsligt ansvarig för innebandygymnasiet (REK) i Landskrona, för innebandyn i projektet City Sport samt flera olika "efter-skolan-projekt" i kommunen.
Landskrona Falcons bedriver verksamhet för både pojkar och flickor, killar och tjejer samt herrar och damer åldern från de allra yngsta i Innebandyskolan (från 5 år) till representationslagen och representationslag i dotterföreningen Falken IBF (div 3 Skåne 2010/2011).
Föreningens verksamhetsgrund sammanfattas med att man vill utveckla individen så väl sportsligt som socialt och genom innebandy ger individen förutsättning att utvecklas till välanpassade och socialt kompetenta personer som också gärna får spela en "hygglig innebandy" i något av föreningens representationslag på allra högsta nivå i Sverige.